# Джон Невілл Кейнс
Джон Невілл Кейнс (англ. John Neville Keynes, 31 серпня 1852, м. Солсбері, Велика Британія — 15 листопада 1949, Кембридж, Велика Британія) — британський економіст, батько Джона Мейнарда Кейнса.

## Життєпис
Джон Невілл Кейнс народився в Солсбері, був сином доктора Джона Кейнса (1805—1878) і його дружини Анни Мейнард Невілл (1821—1907). Він отримав освіту в школі Amersham Hall, Університетському коледжі в Лондоні та коледжі Пембрука в Кембриджі, де він став науковим співробітником в 1876 році. Читав лекції з етики в 1883—1911 роках. В 1910 році його обрано Секретарем Кембриджського університету і на цій посаді він пропрацював до 1925 року.
Він розділив економіку на «позитивну економіку» (вивчення того, що є, і як працює економіка), «нормативна економіка» (вивчення того, що має бути), і «мистецтво економіки» (прикладна економіка). Економічне мистецтво пов'язує уроки, отримані в позитивній економіці, з нормативними цілями, визначеними в нормативній економіці. Він спробував синтезувати дедуктивні та індуктивні міркування як рішення «Методенстрейту». 
Основними його роботами були: 
1. «Дослідження та вправи у формальній логіці» (англ. Studies and Exercises in Formal Logic (1884)).
2. «Сфера та метод політичної економії» (англ. The Scope and Method of Political Economy (1891)).

У 1882 році він одружився з Флоренс Адою Браун, яка пізніше стала мером Кембриджа. Вони мали двох синів і дочку:
- Джон Мейнард Кейнс (1883—1946), економіст.
- Джеффрі Кейнс (1887—1982), хірург.
- Маргарет Невіль Кейнс (1890—1974), що вийшла заміж за Арчибальда Гілла (лауреат Нобелівської премії з фізіології 1922 року) у 1913 році.

Він пережив свого старшого сина на три роки; помер у Кембриджі, у віці 97 років.